# Leichtathletik-Weltmeisterschaften 2022/Teilnehmer (Österreich)
| Gelbes Symbol für Goldmedaillen mit stilisierten Olympischen Ringen | Graues Symbol für Silbermedaillen mit stilisierten Olympischen Ringen | Braundes Symbol für Bronzemedaillen mit stilisierten Olympischen Ringen |
| ------------------------------------------------------------------- | --------------------------------------------------------------------- | ----------------------------------------------------------------------- |
| —                                                                   | —                                                                     | —                                                                       |

Der Österreichische Leichtathletik-Verband (ÖLV) entsendet voraussichtlich vier Athleten für die Leichtathletik-Weltmeisterschaften 2022 in Eugene. Siebenkämpferin Verena Mayr war auch über die Weltrangliste qualifiziert, verzichtete aber aufgrund einer Verletzung auf einen Start.

## Ergebnisse

### Frauen

#### Laufdisziplinen
| Athletin      | Disziplin | Vorlauf | Vorlauf | Halbfinale | Halbfinale | Finale | Finale |
| Athletin      | Disziplin | Zeit    | Platz   | Zeit       | Platz      | Zeit   | Platz  |
| ------------- | --------- | ------- | ------- | ---------- | ---------- | ------ | ------ |
| Susanne Walli | 400 m     | 52,18 s | 24      | 52,37 s    | 23         | DNQ    | DNQ    |

#### Sprung/Wurf
| Athletin        | Disziplin | Qualifikation | Qualifikation | Finale     | Finale |
| Athletin        | Disziplin | Weite/Höhe    | Platz         | Weite/Höhe | Platz  |
| --------------- | --------- | ------------- | ------------- | ---------- | ------ |
| Victoria Hudson | Speerwurf | 54,05 m       | 23            | DNQ        | DNQ    |

### Männer

#### Sprung/Wurf
| Athlet              | Disziplin  | Qualifikation | Qualifikation | Finale     | Finale |
| Athlet              | Disziplin  | Weite/Höhe    | Platz         | Weite/Höhe | Platz  |
| ------------------- | ---------- | ------------- | ------------- | ---------- | ------ |
| Lukas Weißhaidinger | Diskuswurf | 66,51 m       | 6             | 63,98 m    | 10     |